# L'Abidjanaise
L'Abidjanaise (tiếng Việt: Bài ca Abidjan) là quốc ca Bờ Biển Ngà. Bài hát được chọn làm quốc ca Bờ Biển Ngà năm 1960, khi Bờ Biển Ngà độc lập từ Pháp. Tên bài hát được lấy từ tên thành phố lớn nhất và là thủ đô de facto của Bờ Biển Ngà - Abidjan. Bài hát được phỏng từ một bài thơ yêu nước, ca ngợi sự vĩ đại và tình đoàn kết của nhân dân và đất nước Bờ Biển Ngà, tôn vinh những giá trị của hoà bình, hy vọng, phẩm giá và tình huynh đệ thống nhất.

## Lịch sử
Được thông qua vào năm 1960 khi đất nước độc lập, "L'Abidjanaise" là quốc ca của Côte d'Ivoire. Bài ca này nhuốm đậm tinh thần yêu nước và chịu ảnh hưởng của tôn giáo. Lời bài hát được sáng tác bởi các bộ trưởng Mathieu Vangah Ekra và Joachim Bony. Bản nhạc được soạn bởi mục sư Pierre-Marie Coty cùng với Pierre-Michel Pango, lấy "La Marseillaise" làm nguồn tham khảo.
Giữa năm 2007 và 2009, và dưới sự lãnh đạo của Laurent Gbagbo, đã có một đề xuất thay thế "L'Abidjanaise" bằng một bài hát khác, "L'Ode à la Patrie" (Bản Ode cho quê hương) làm quốc ca. Bản Ode này đã được sáng tác vào năm 2002 sau khi bắt đầu cuộc nội chiến ở Bờ Biển Ngà, và được lựa chọn bởi một cuộc thi vào năm 2003. "Ode à la Patrie" đã được những người ủng hộ cựu nguyên thủ quốc gia hát và phát trên mạng truyền hình của RTI thay vì "L'Abidjanaise" cho đến năm 2007, mặc dù theo hiến pháp, quốc ca của đất nước vẫn được giữ nguyên. Tuy nhiên, đề xuất cuối cùng đã bị loại bỏ.

## Lời
| Lời tiếng Pháp | Lời tiếng Nouchi (được sáng tác bởi Nash du Gbonhi) |
| --- | --- |
| I Salut Ô terre d'espérance; Pays de l'hospitalité. Tes légions remplies de vaillance Ont relevé ta dignité. Tes fils, chère Côte d'Ivoire, Fiers artisans de ta grandeur, Tous rassemblés pour ta gloire Te bâtiront dans le bonheur. Refrain I : Fiers Ivoiriens, le pays nous appelle. Si nous avons dans la paix ramené la liberté, Notre devoir sera d'être un modèle De l'espérance promise à l'humanité, En forgeant, unis dans la foi nouvelle, La patrie de la vraie fraternité. II À toi noble Côte d'Ivoire, Ô grand pays des bonnes gens ! Nous apportons dans la victoire, L’hommage de nos cœurs ardents. Dans l’amitié des peuples frères, Dieu guide nous vers l’idéal, Soumise à la devise chère : Union, discipline, travail. Refrain II : Pour ta grandeur, riche et noble patrie, Nous marcherons de l’avant, pleins d’amour et pleins de foi. De cœurs unis, au cours de notre vie, Nous œuvrerons dans l’honneur pour le juste droit, De cœurs unis au cours de notre vie, À tes appels nous serons tous présents. III À tous nos compagnons de route, À l’aube de ce jour tombés, Pour que ne règne plus le doute, Mais la foi, la fraternité. À tous nos bataillons d’élite, Dans la tombe aujourd’hui couchés, Ô peuple tout entier redites : Amour, honneur, fidélité. Refrain I IV Et que ton drapeau nous unisse, Que ton amour nous fortifie, Car pour toi seul nous voulons vivre, Et pour toi combattre et mourir. Et vous, fière et noble jeunesse, De tous les horizons connus, Suivez toujours cette sagesse, de nos ainés qui ne sont plus. Refrain II V A nous qu’anime l’espérance, En ton avenir lumineux, Redonne toujours l’assurance, De nous conduire en peuple heureux. Et nous irons de par le monde, Semer ton nom et tes bienfaits, En clamant sur toutes les ondes, Que sur ton sol règne la paix. Refrain I | I Voici mon Gbô Dougou sans dégbahure Glôki te tous les soutrays. Tes kokas gbés de cracrahure Ont reguigui ta djidjité. Tes fris Gopios Côte d'Ivoire Fans Djobeurs de ta Doungbahure Tous en Gbonhi pour que tu Djafoule Vont te Kpata dans l'Enjaillement. Refrain I: Fros Ivoiriens, le Glôki nous kpokpo Soyons Djawlys Si nous Frayassons dans la Blêmou Toufassons le sans-Kaba Notre wé est de Zier en Viémôgôni. Sans se Dégba Panpandra à la Gbonhité En magnérant foule dans la Siance Nikélé Le Djassa de djidji Frêssanhité. |

### Dịch sangtiếng Việt
| Tạm dịch | Có thể hát được |
| --- | --- |
| IXin kính chào vùng đất của những hy vọng; Đất nước của những con người hiếu khách. Những chiến binh đầy dũng khí nơi đâyĐã tái tạo phẩm giá của Người. Những người con của Bờ Biển Ngà thân yêu, Họ thật đáng tự hào vì công lao kiến thiết nên đất nước vĩ đại, Tất cả kết liên lại vì vinh quang của Người Chúng ta sẽ xây dựng Người trong niềm hạnh phúc. Điệp khúc I:Những con người Bờ Biển Ngà đầy tự hào ơi, hãy lắng nghe Tổ quốc gọi tên mình. Nếu chúng ta giành lại được tự do bằng con đường hoà bình, Thì chúng ta sẽ trở thành tấm gương sáng ngời Của hi vọng dành cho nhân loại, Trong công cuộc kiến thiết đất nước, ta hãy cùng đoàn kết với một niềm tin mới, Đất nước của tình huynh đệ chân chính. IIDành cho Người, Bờ Biển Ngà vĩ đại, Đất nước của những con người tốt đẹp! Chúng ta cống hiến trong vinh quang, Sự kính trọng của những trái tim đầy nhiệt huyết. Trong tình hữu nghị của nhân dân anh em, Thượng đế đã đưa chúng ta tới với lý tưởng, Tuân theo tiêu ngữ của quốc gia: Đoàn kết - Kỷ luật - Lao động Điệp khúc II:Vì sự vĩ đại của đất nước giàu mạnh này, Ta hãy cùng bước lên phía trước với tình yêu và lòng trung thành tràn đầy. Từ những trái tim thống nhất, suốt cả cuộc đời này, Chúng ta sẽ lao động với danh dự vì chân lý duy nhất Từ những trái tim thống nhất, suốt cả cuộc đời này, Ta sẽ cùng đi theo tiếng gọi Tổ quốc. IIICho những người đồng chí của ta, Khi ánh bình minh của ngày địch tàn hửng lên, Không còn sự nghi ngờ gì ở nhau nữa, Mà chỉ có niềm tin và tình huynh đệ mà thôi. Cho những đoàn quân ưu tú của Tổ quốc năm xưa, Đang yên nghỉ dưới nấm mồ chôn sâu ngày hôm nay, Toàn dân sẽ đều hát vang: Tình yêu thương, danh dự, lòng chung thủy Điệp khúc IIVVà hãy để lá cờ của Người liên kết chúng ta lại, Mong tình yêu thương của Người sẽ tiếp thêm cho chúng ta sức mạnh, Vì chúng ta chỉ muốn sống vì Người, Và chiến đấu, hy sinh vì Người. Những tuổi trẻ tự hào và vĩ đại sẽ vì Người, Từ những chân trời xa xôi, Sẽ luôn tuân theo những kinh nghiệm được đúc rút, Từ những thế hệ tổ tiên không còn trên cõi đời này nữa. Điệp khúc IIVNhững gì đã sinh ra niềm hy vọng cho chúng ta, Về tương lai tươi sáng của Người, Sẽ nhiều lần nữa bảo đảm, Hạnh phúc của nhân dân. Chúng ta sẽ đi khắp thế gian này, Sẽ quảng bá tên Người và quyền lợi của Người, Chúng ta sẽ gầm thét khắp các con sóng, Để hoà bình ngự trị trên mảnh đất này. Điệp khúc I | Vùng đất hy vọng chúng ta yêu quý! Hiếu khách, đó là người dân chúng ta, Và những đồng bào dũng cảm của ta, Đã dâng hiến để bảo vệ nước nhà. Ôi đất nước này - Bờ Biển Ngà đó, Dũng cảm, kiên cường, tự hào, bất diệt, Đã kết tinh lại cho niềm vinh quang, Niềm vui - chúng ta xây dựng nước nhà. Nào nhân dân ơi, hãy đáp lại tiếng gọi của núi sông. Để quê hương ta luôn yên bình, sáng tươi và một nền Độc lập. Ta cùng làm gương để khuyên dạy thế hệ của con cháu, Như một lời hứa cho đất nước, và cả nhân loại ta, Ta cùng đoàn kết, tin tưởng nhân dân, đồng bào của ta, Bảo vệ Tổ quốc muôn đời với tình huynh đệ! |